# Dia Internacional de la Llet
El Dia Internacional de la Llet va ser establer per l'Organització de les Nacions Unides per a l'Agricultura i l'Alimentació per reconèixer la importància de la llet com a aliment global. Es celebra cada primer de juny des de l'any 2001. El dia pretén posar el focus en les activitats relacionades amb el sector lacti.

## Història
El Dia Mundial de la Llet va ser designat per primera vegada per la FAO l'any 2001. L'1 de juny es va escollir com a data perquè molts països ja celebraven un dia de la llet durant aquesta època de l'any.
Aquest Dia ofereix una oportunitat per centrar l'atenció en la llet i conscienciar sobre el paper dels lactis en les dietes saludables, la producció responsable d'aliments i el suport als mitjans de vida i a les comunitats. Això està sostingut per les dades de la FAO que mostren que els mitjans de vida de més de mil milions de persones són sostinguts pel sector lacti i que els productes lactis són consumits per més de sis mil milions de persones a tot el món. El fet que molts països optin per fer-ho el mateix dia dona més importància a les celebracions nacionals individuals i demostra que la llet és un aliment mundial.